# Scutellaria altissima
Espèce
Scutellaria altissima L., la Scutellaire élevée ou Scutellaire très élevée, est une espèce de plantes à fleurs de la famille des Lamiacées (Lamiaceae),. Cette plante originaire du pourtour de la Mer Noire et de l'Adriatique, de l'Azerbaïdjan à l'Italie, s'est répandue en Europe. Utilisée en médecine traditionnelle chinoise et par les Amérindiens, elle est parfois cultivée pour ses propriétés médicinales.

## Description

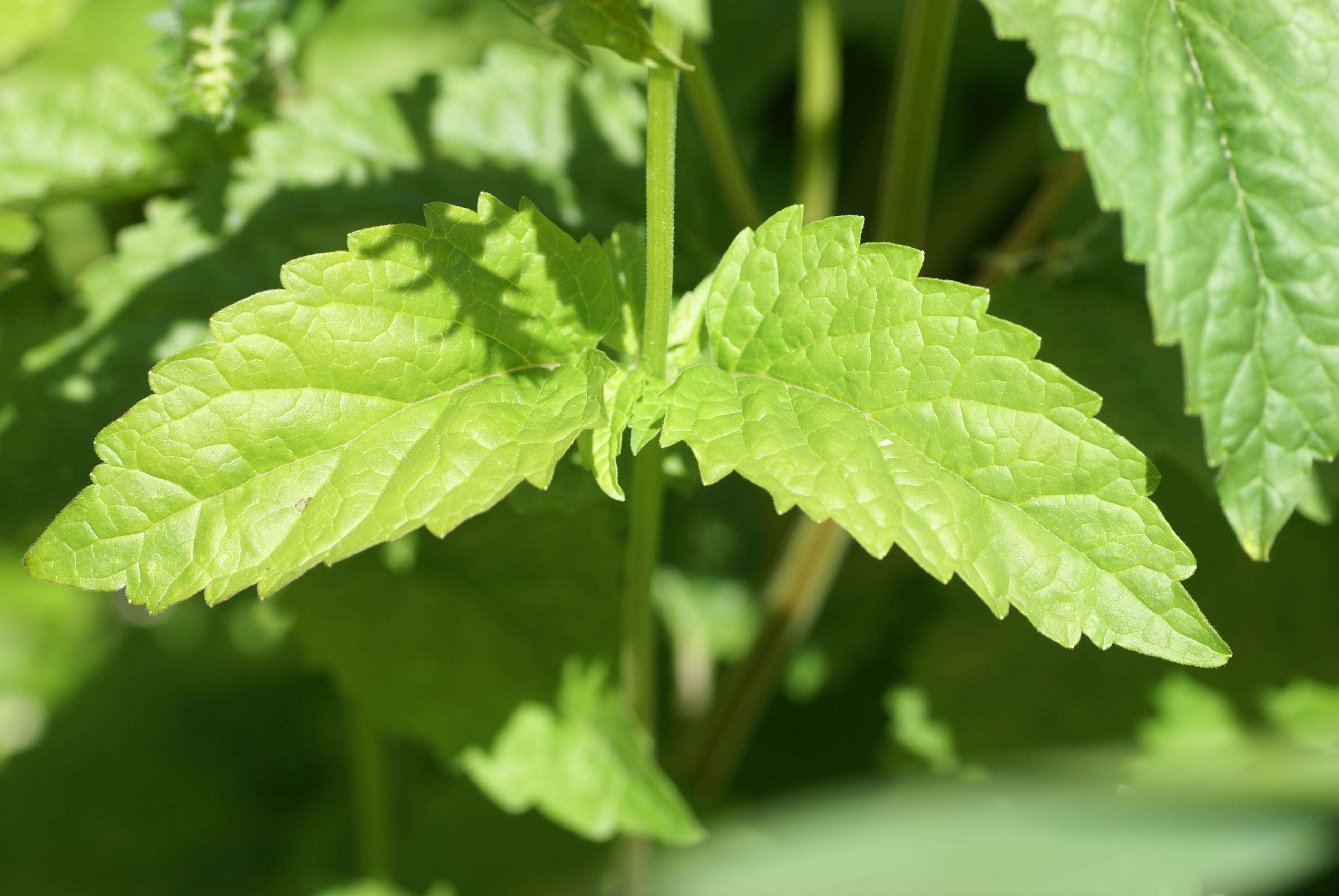
Détail du feuillage.
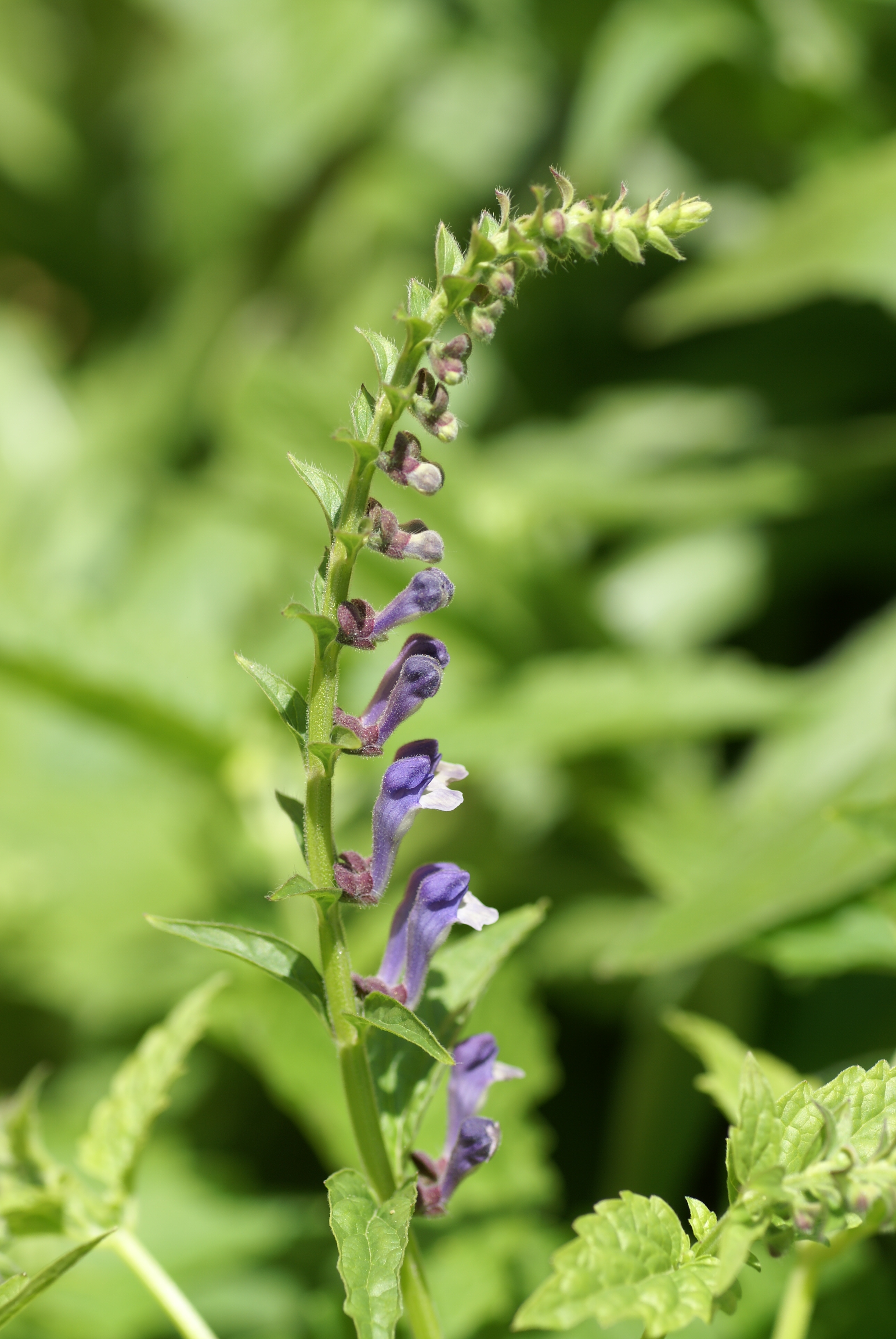
Une hampe florale.
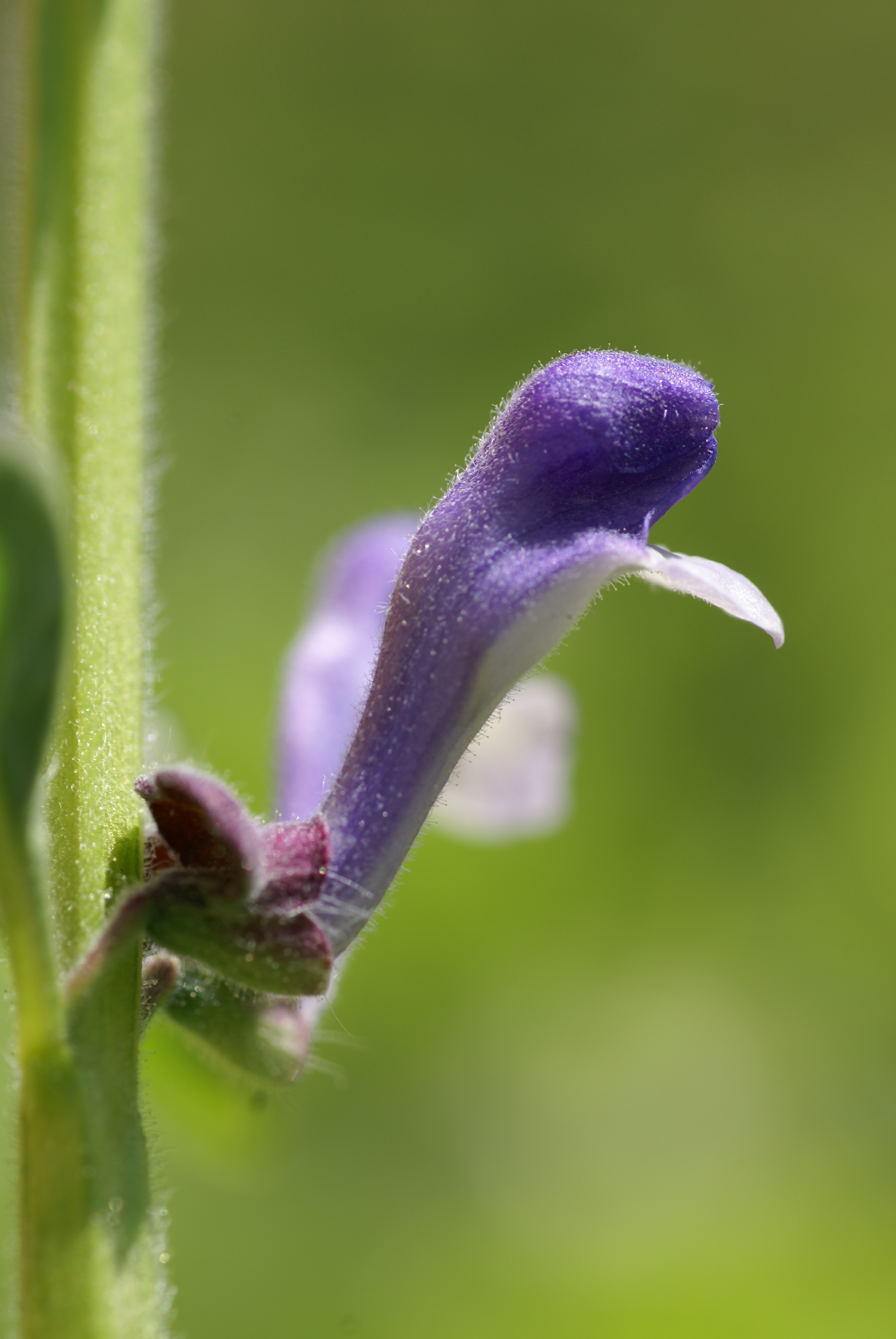
Profil d'une fleur.
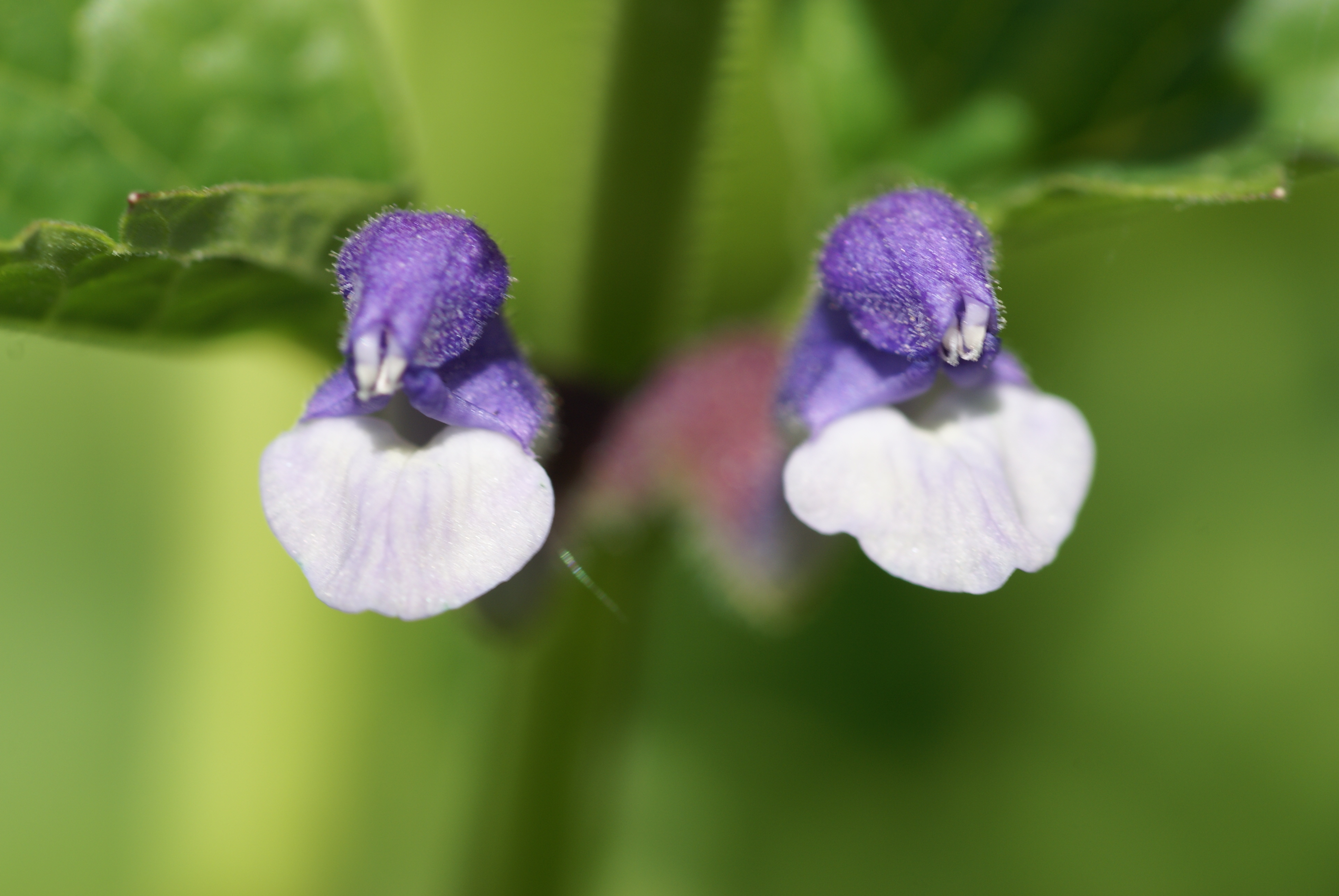
Fleurs vues de face.

## Classification
L'espèce a été décrite en 1753 par le naturaliste suédois Carl von Linné (1707-1778).

### Synonymes
- Cassida altissima (L.) Moench[4]
- Scutellaria commutata Guss.[4]
- sous-espèce Scutellaria altissima subsp. commutata (Guss.) Nyman [5],[4]